# James Shields
James Shields (May 10, 1806 – 1879. június 1.) ír születésű amerikai politikus volt, a Demokrata Párt tagja, az Amerikai Egyesült Államok hadseregének tisztje és az egyetlen olyan személy az államok történetében, aki három különböző állam szenátora volt. Shieldset megválasztották először Illinois szenátorának, amelyet 1849-tól 1855-ig szolgált a 31., 32. és 33. Kongresszus tagjaként. 1858-ban megválasztották Minnesota szenátorává és a 35. Kongresszusban 1859-ben tette le hivatalát. Ezt követően 1879-ben Missouriban is megválasztották a 45. Kongresszusi gyűlésbe, de még abban az évben meghalt.

## Élete
Shields eredetileg Írországban született és 1826-ban emigrált az Egyesült Államokba. Rövid ideig matróz volt és Québecben élt, mielőtt letelepedett Kaskaskiában, ahol is jogot tanult és aztán jogászként praktizált. 1836-ban megválasztották Illinois állam törvényhozó gyűlésébe képviselőnek, majd később állami számvevő lett. Számvevőségi munkáját a fiatal Abraham Lincoln kritizálta, aki akkori jegyesével, későbbi feleségével, Mary Toddal) sorozatban publikálta ingerlő hatású, álnév alatt megjelentetett cikkeit a helyi lapban. Shields párbajra hívta ki Lincolnt, melyen 1842. szeptember 22-én a két fél megjelent és békét kötött. Később barátok lettek.
1845-ben Shieldset kinevezték az Illinois-i Legfelsőbb Bíróság tagjának.  A mexikói-amerikai háború kitörésekor az önkéntesek dandártábornoka lett. A háború alatt kétszer sebesült meg. 1848-ban a szenátus jelölte és kinevezte Oregon territoriális kormányzójának, de Shields ezt elutasította. Illinois-i szenátori megbízatása után Minnesotába költözött és megalapította Shieldsville városát. Ezek után megválasztották Minnesota szenátorának. Az amerikai polgárháború kitörése után megint katonai pályára lépett. Az önkéntes erők vezérőrnagyaként szolgált; személyesen nem volt jelen, de az ő csapatai győzték le Stonewall Jacksont a Kernstowni ütközetben. Shields röviddel később beadta leszerelési kérelmét. Többszöri költözés után Shields Missouri államban kötött ki és további három hónapot szolgált a szenátusban. 1879-ben meghalt és azóta a róla mintázott, Illinois állam által állított szobor áll a Nemzeti Szoborcsarnokban.